# Lindreservatet, Köpings kommun
Lindreservatet är ett naturreservat i Köpings kommun i Västmanlands län.
Området är naturskyddat sedan 1957 och är 5 hektar stort. Reservatet ligger vid halvön Näsets strand i sjön Iresjön och består av lindträd  i en löv- och barrskog.